# Ctenarytaina gracilis
Ctenarytaina gracilis är en insektsart som först beskrevs av Walter Wilson Froggatt 1901.  Ctenarytaina gracilis ingår i släktet Ctenarytaina och familjen rundbladloppor. Inga underarter finns listade i Catalogue of Life.